# Pupak (Vela Palagruža)
Pupak je hrid u Jadranskom moru, na hrvatskom dijelu Jadrana. Nalazi se oko 300 metara zapadno od otoka Vele Palagruže. 
Površina hridi iznosi 150 m2, a hrid se iz mora uzdiže 2 m.